# Ahmed Zaki Yamani
Ahmed Zaki Yamani (tiếng Ả Rập: أحمد زكي يماني; 30 tháng 6 năm 1930 - 23 tháng 2 năm 2021) là một chính trị gia Ả Rập Xê Út, người từng là Bộ trưởng Bộ Dầu mỏ và Tài nguyên Khoáng sản từ năm 1962 đến năm 1986, và là một bộ trưởng trong Tổ chức các nước xuất khẩu dầu mỏ (OPEC) trong 25 năm. Với bằng cấp từ các tổ chức bao gồm Trường Luật Đại học New York, Trường Luật Harvard, và bằng tiến sĩ từ Đại học Exeter, Yamani trở thành cố vấn thân cận cho chính phủ Ả Rập Xê Út vào năm 1958 và sau đó trở thành Bộ trưởng dầu mỏ vào năm 1962. Ông được biết đến với vai trò của mình trong lệnh cấm vận dầu mỏ năm 1973, khi ông thúc đẩy OPEC tăng giá dầu thô lên gấp 4 lần.
Vào tháng 12 năm 1975, Yamani và các bộ trưởng OPEC khác bị tên khủng bố Carlos (Chó rừng) bắt làm con tin ở Vienna, Áo. Các con tin được thả sau hai ngày đi máy bay qua Bắc Phi, mặc dù Carlos đã được cấp trên ra lệnh xử tử Yamani và người đồng cấp Iran Jamshid Amouzegar.
Yamani từ chức Bộ trưởng Dầu mỏ khi bị Vua Fahd bãi nhiệm vào tháng 10 năm 1986. Năm 1990, Yamani thành lập Trung tâm Nghiên cứu Năng lượng Toàn cầu, một nhóm phân tích thị trường, và vẫn tham gia vào các khoản đầu tư tư nhân và cơ sở văn hóa.